# دلتون
دلتون (انگلیسی: Delton) شرکت خوشه‌ای آلمانی است، که در سال ۱۹۸۹ تأسیس شد.